# Капелусь Сергій Юрійович
Сергій Юрійович Капелусь (нар. 22 жовтня 1982) — український волейбольний тренер, колишній волейболіст, який грав на позиції догравальника. Головний тренер польського клубу ББТС (Більсько-Біла), який виступає в елітній Плюс Лізі.

## Життєпис
Закінчив музичну школу (клас акордеона).
Був гравцем луцького клубу «Лучеськ-Підшипник» (1999—2000), маріупольського «Маркохіму» (2003—2006), «Кримсоди» з Красноперекопська (2006—2008), харківського «Локомотиву» (2013—2014), польських клубів «АЗС Політехніка Варшавська» (Варшава, 2008—2010), «Памаполь Вельтон» (Pamapol Wielton Wieluń, Велюнь, 2010—2011), «ЗАКСА» (Кендзежин-Козьле, 2011—2013), «ББТС Більсько-Біла» (BBTS Bielsko-Biała, 2014—2016), «ҐКС Катовиці» (2016—2018), «Ольштин» (2018—2019, 10-те місце польської «Плюс Ліги»). Улітку 2019 року повернувся до клубу «ББТС Більсько-Біла».
Після того, як Юрій Філіппов відмовився від поста головного тренера збірної України, Сергій теж був змушений відмовитися від запрошення до головної команди, оскільки перехід до нового клубу створив для нього багато труднощів. У 2017 році приєднався до головної команди країни.
Дружина — Катерина, мають двоє синів.

### Досягнення
- переможець першости України 2014.
- віцечемпіон України 2005[8].
- володар Кубка Польщі 2013[9].
- срібний призер першости Польщі 2013[9].
- бронзовий призер першости Польщі 2012[9].